# Irak a 2016. évi nyári olimpiai játékokon
Irak a brazíliai Rio de Janeiróban megrendezett 2016. évi nyári olimpiai játékok egyik részt vevő nemzete volt. Az országot az olimpián 5 sportágban 20 sportoló képviselte, akik érmet nem szereztek.

## Cselgáncs
Férfi
| Versenyző         | Versenyszám | Selejtező         | 32-es főtábla                      | Nyolcaddöntő      | Negyeddöntő       | Elődöntő          | Vigaszág elődöntő | Bronz- mérkőzés   | Döntő             | Helyezés |
| Versenyző         | Versenyszám | Ellenfél Eredmény | Ellenfél Eredmény                  | Ellenfél Eredmény | Ellenfél Eredmény | Ellenfél Eredmény | Ellenfél Eredmény | Ellenfél Eredmény | Ellenfél Eredmény | Helyezés |
| ----------------- | ----------- | ----------------- | ---------------------------------- | ----------------- | ----------------- | ----------------- | ----------------- | ----------------- | ----------------- | -------- |
| Hussein Al-Aameri | Váltósúly   | erőnyerő          | Paul Kibikai (GAB) · 000(2)–000(1) | kiesett           | kiesett           | kiesett           |                   |                   |                   | 17.      |

## Evezés
Férfi
| Versenyző           | Versenyszám  | Előfutam | Előfutam | Vigaszág | Vigaszág | Negyeddöntő | Negyeddöntő | Elődöntő | Elődöntő | Elődöntő | Döntő | Döntő   | Döntő | Helyezés |
| Versenyző           | Versenyszám  | Idő      | Hely.    | Idő      | Hely.    | Idő         | Hely.       | Típus    | Idő      | Hely.    | Típus | Idő     | Hely. | Helyezés |
| ------------------- | ------------ | -------- | -------- | -------- | -------- | ----------- | ----------- | -------- | -------- | -------- | ----- | ------- | ----- | -------- |
| Mohammed Al-Khafaji | Egypárevezős | 7:25,04  | 5.       | 7:14,38  | 2.       | 8:29,76     | 6.          | C/D      | 7:48,31  | 6.       | D     | 7:03,73 | 3.    | 21.      |

## Labdarúgás

### Férfi
| Iraki férfi labdarúgócsapat-játékoskeret | Iraki férfi labdarúgócsapat-játékoskeret                                                                                       |
| --- | --- |
| - Mohannad Abdul-Raheem - Szaad Abd el-Amír* (c) - Ali Adnán Kázim - Hammadi Ahmed* - Alaa Ali Mhawi - Amjad Attwan - Ali Fáez Atijja - Mohammed Hamíd Farhán | - Ali Hoszni - Ahmad Ibráhím Halaf* - Durgám Iszmáíl - Mahdi Kámel - Sherko Karim - Mustafa Nadhim - Saad Natiq - Humám Tárikq |

* - túlkoros játékos

#### Eredmények
Csoportkör
A csoport
| Hely. | Csapat                        | M | Gy | D | V | G+ | G– | Gk | P | Továbbjutás |
| ----- | ----------------------------- | - | -- | - | - | -- | -- | -- | - | ----------- |
| 1.    | Brazília (BRA)                | 3 | 1  | 2 | 0 | 4  | 0  | +4 | 5 | Negyeddöntő |
| 2.    | Dánia (DEN)                   | 3 | 1  | 1 | 1 | 1  | 4  | −3 | 4 | Negyeddöntő |
| 3.    | Irak (IRQ)                    | 3 | 0  | 3 | 0 | 1  | 1  | 0  | 3 |             |
| 4.    | Dél-afrikai Köztársaság (RSA) | 3 | 0  | 2 | 1 | 1  | 2  | −1 | 2 |             |

| 2016. augusztus 4. 13:00 (18:00) |

| Irak (IRQ) | 0–0         | Dánia (DEN) |
| ---------- | ----------- | ----------- |
|            | Jegyzőkönyv |             |

| Estádio Nacional de Brasília, Brazíliaváros Nézőszám: 18 000 Játékvezető: César Arturo Ramos (mexikói) |

| 2016. augusztus 7. 22:00 (3:00) |

| Brazília (BRA) | 0–0         | Irak (IRQ) |
| -------------- | ----------- | ---------- |
|                | Jegyzőkönyv |            |

| Estádio Nacional de Brasília, Brazíliaváros Nézőszám: 65 829 Játékvezető: Ovidiu Hațegan (román) |

| 2016. augusztus 10. 22:00 (3:00) |

| Dél-afrikai Köztársaság (RSA) | 1–1               | Irak (IRQ)      |
| ----------------------------- | ----------------- | --------------- |
| Motupa 6'                     | (1–1) Jegyzőkönyv | Abd el-Amír 14' |

| Arena de São Paulo, São Paulo Nézőszám: 37 742 Játékvezető: Roddy Zambrano (ecuadori) |

| Csapat     | Helyezés |
| ---------- | -------- |
| Irak (IRQ) | 12.      |

## Ökölvívás
Férfi
| Versenyző         | Versenyszám | Selejtező                    | Nyolcaddöntő      | Negyeddöntő       | Elődöntő          | Döntő             | Helyezés |
| Versenyző         | Versenyszám | Ellenfél Eredmény            | Ellenfél Eredmény | Ellenfél Eredmény | Ellenfél Eredmény | Ellenfél Eredmény | Helyezés |
| ----------------- | ----------- | ---------------------------- | ----------------- | ----------------- | ----------------- | ----------------- | -------- |
| Waheed Abdulridha | Középsúly   | Misael Rodríguez (MEX) · 0-3 | kiesett           | kiesett           | kiesett           | kiesett           | 16.      |

## Súlyemelés
Férfi
| Versenyző           | Versenyszám | Szakítás | Szakítás | Lökés    | Lökés    | Összesen | Helyezés |
| Versenyző           | Versenyszám | Eredmény | Helyezés | Eredmény | Helyezés | Összesen | Helyezés |
| ------------------- | ----------- | -------- | -------- | -------- | -------- | -------- | -------- |
| Salwan Jasim Abbood | 105 kg      | 180      | 9.       | 214      | 10.      | 394      | 9.       |